# Cweorth
| Nombre            | Anglosajón |
| Nombre            | Cweorð     |
| Nombre            | «fuego»    |
| Forma             | Futhorc    |
| Forma             |            |
| Unicode           | ᛢ U+16E2   |
| Transliteración   | cw,cƿ      |
| Sonido AFI        | [kw]       |
| Puesto alfabético | 30         |

Cweorð o cweorth es una runa exclusiva del alfabeto futhorc. Su nombre significa ‘fuego’, y se translitera como «cw». Fue sustituida en la escritura por el par «cƿ» durante el periodo del inglés medio.
Tanto su forma como su nombre están inspirados en la runa peorð. Se transformó la inicial para que coincidiera con el sonido labiovelar de la nueva runa y se invirtió la rama inferior de su signo originando una nueva forma.   
La incorporación de esta runa al alfabeto anglosajón es tardía, posterior al siglo IX, como evidencia que no forme parte del poema rúnico anglosajón. Tampoco aparece grabada en ninguna inscripción en piedras rúnicas u objetos de madera, hueso o metal como ocurre con las runas más antiguas. Aparece solamente en manuscritos, al igual que las otras tres últimas runas: calc, stan y gar.